# WIG 20
De WIG 20 is een Poolse aandelenindex.
De index bevat de twintig grootste fondsen van de effectenbeurs van Warschau, de Warsaw Stock Exchange. De effectenbeurs van Wenen heeft een alternatieve Poolse index in beheer, de PTX (Polish Traded Index). Verantwoordelijk voor de meeste koersbewegingen in de WIG 20 zijn slechts vier fondsen. Zij hadden in november 2008 een gezamenlijke weging van 60 procent.
| Naam                       | Beursafkorting | Branche          | Logo |
| -------------------------- | -------------- | ---------------- | ---- |
| Alior Bank                 | ALR            | financiën        |      |
| Jastrzębska Spółka Węglowa | JSW            | mijnbouw         |      |
| Bank Zachodni WBK          | BZW            | financiën        |      |
| CCC                        | CCC            | textielindustrie |      |
| Cyfrowy Polsat             | CPS            | media            |      |
| CD Projekt                 | CDR            | software         |      |
| Energa                     | ENG            | energie          |      |
| Eurocash                   | EUR            | groothandel      |      |
| Lotos                      | LTS            | olie en gas      |      |
| KGHM Polska Miedź          | KGH            | mijnbouw         |      |
| LPP                        | LPP            | textielindustrie |      |
| mBank                      | MBK            | financiën        |      |
| Orange Polska              | OPL            | telecommunicatie |      |
| Bank Pekao                 | PEO            | financiën        |      |
| Polska Grupa Energetyczna  | PGE            | energie          |      |
| PGNiG                      | PGN            | olie en gas      |      |
| PKN Orlen                  | PKN            | olie en gas      |      |
| PKO Bank Polski            | PKO            | financiën        |      |
| PZU                        | PZU            | financiën        |      |
| Tauron Polska Energia      | TPE            | energie          |      |

 AEX ·  ATX ·  BEL 20 ·  BET-20 ·  BIRS ·  BIST 100 ·  BUX ·  CAC 40 ·  CROBEX ·  DAX ·  FTSE 100 ·  FTSE MIB ·  IBEX ·  Iceland 15 ·  ISEQ ·  LuxX ·  OMX Copenhagen 20 ·  OMX Helsinki 25 ·  OMX Stockholm 30 ·  OBX ·  PSI ·  PX Index ·  SAX ·  SMI ·  WIG 20